# Myrmarachne brasiliensis
Myrmarachne brasiliensis là một loài nhện trong họ Salticidae.
Loài này thuộc chi Myrmarachne. Myrmarachne brasiliensis được Cândido Firmino de Mello-Leitão miêu tả năm 1922.